# Annaberger Kät

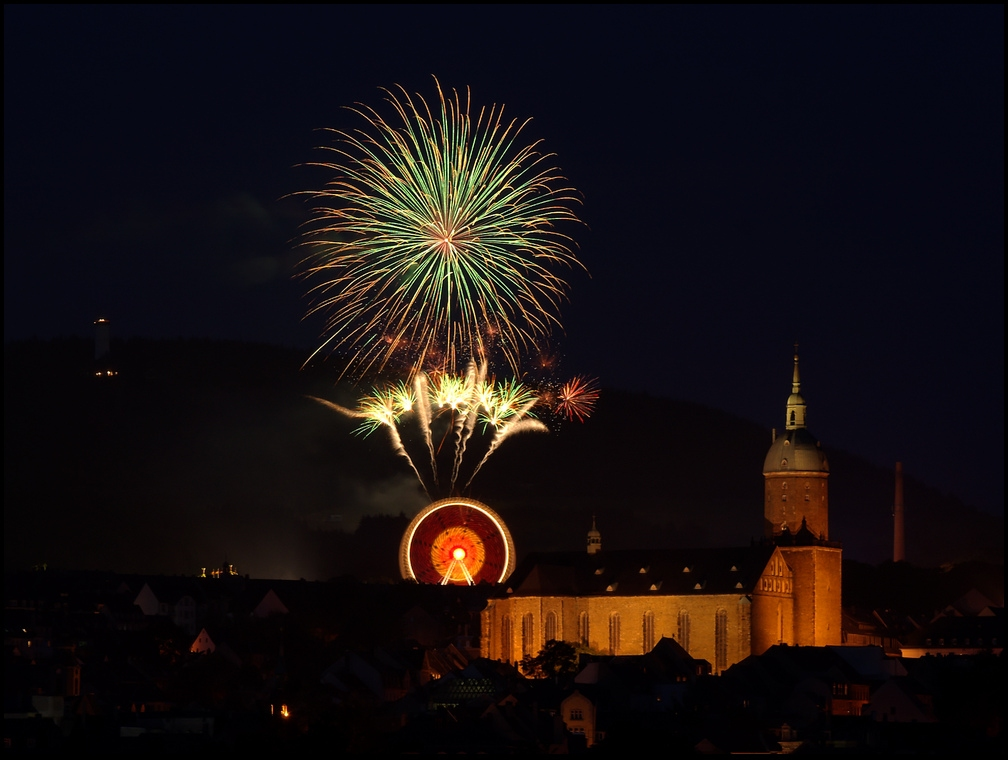
Feuerwerk zur 486. Annaberger Kät 2006

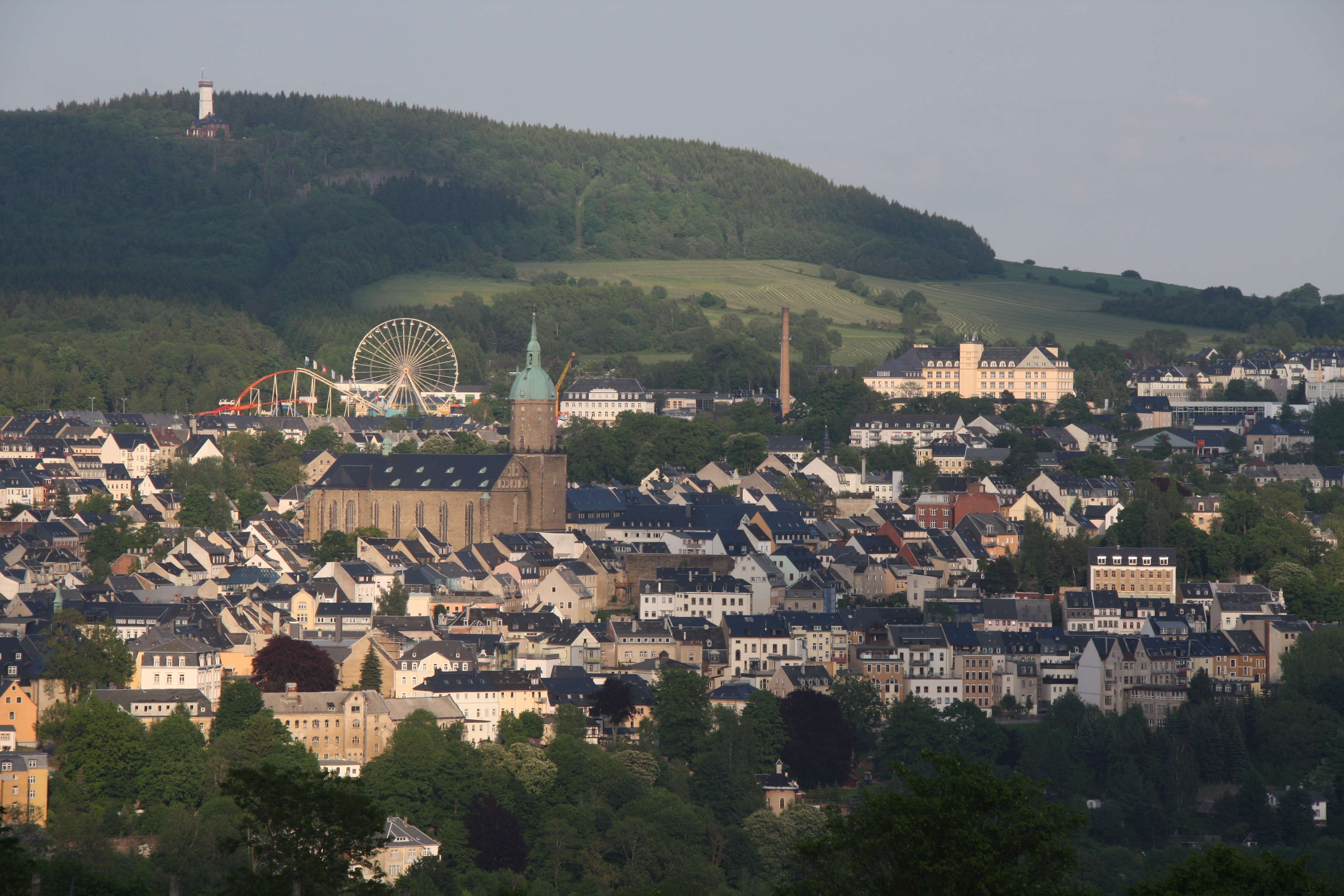
Stadtbild mit Riesenrad und Achterbahn (2010)

Die Annaberger Kät (auch nur Kät genannt) ist das größte Volksfest im Erzgebirge und findet alljährlich vierzehn Tage nach Pfingsten in Annaberg-Buchholz statt. Über 100 Schausteller präsentieren dort ihre Geschäfte.
Die Kät ist weit über die Region hinaus bekannt und zählt zu den ältesten Volksfesten in Deutschland. Mehrere Hunderttausend besuchen jährlich die Kät. Die Charakteristik des Fests ist sowohl durch Gastronomie als auch durch Schausteller und Fahrgeschäfte geprägt.
Veranstaltungsort ist der Kätplatz im Osten von Annaberg-Buchholz, der sich direkt neben der Festhalle Annaberg-Buchholz, zwischen Robert-Blum-Straße und Ernst-Roch-Straße befindet.

## Geschichte
Das Fest hat seine Ursprünge im Jahr 1520. Im Oktober 1519 wurde auf Veranlassung Herzog Georg des Bärtigen am östlichen Stadtrand Annabergs eine Wallfahrt zur Sankt Trinitatiskirche  ins Leben gerufen, die von da an alljährlich am Kirchweihfest zum Trinitatistag stattfand. Der angrenzende Friedhof war zu diesem und zum Zweck eines Ablasses mit heiliger Erde vom Campo Santo aus Rom bestreut und geweiht worden. Bis zum Tod Herzog Georgs 1539 und der damit verbundenen Einführung der Reformation in Annaberg dürften am  Rand der Wallfahrt die zu solchen Anlässen typischen Begleitumstände stattgefunden haben, indem Händler ihre Waren anboten und kleinere Vergnügungen für die Bevölkerung zu haben waren.
Nach der in Annaberg erst nach dem Herzog Georgs des Bärtigen erfolgten Einführung der Reformation (1539) wurde die Wallfahrt durch ein alljährliches evangelisches Totenfest mit Predigt auf dem Friedhof ersetzt. Begleitumstände eines kleinen Jahrmarkts im Anschluss an diese Feiern sind erstmals durch die Chronik von Adam Daniel Richter aus dem Jahr 1746 belegt. Bis 1862 war dieser weltliche Teil der Feier zeitlich auf den Nachmittag des Trinitatistages beschränkt. Durch die sich andeutende Wandlung zu einem Volksfest wurde er durch Beschluss des Annaberger Stadtrats vom 21. Mai 1863 auf 8 Tage ausgedehnt.
Ursprünglich auf dem Vorplatz von Trinitatiskirche und Hospital abgehalten, war er 1827 an die oberhalb gelegene Geyersdorfer Straße verlegt worden, nachdem der Gebäudekomplex einem Brand zum Opfer gefallen war. Erst die ab 1860 und insbesondere nach dem Eisenbahnanschluss Annabergs 1866 einsetzende Bekanntheit und Beliebtheit des Festes auch in der ferneren Umgebung brachte die Wandlung zum wirklichen Volksfest und die Notwendigkeit einer räumlichen Erweiterung mit sich. Daher erfolgte 1869 die endgültige Verlegung auf den Annaberger Schützenplatz, der ausreichend Raum auch für größere Attraktionen wie Karussells und Menagerien bot.
Bis 1900 entwickelte sich die "Kät" zu dem überregional bedeutsamen Volksfest, als das es heute bekannt ist. 1908 konnte die Stadt  von den Schützenvereinen den Platz erwerben, auf dem bereits seit 1906 mit der "Festhalle" ein stationärer Veranstaltungsort stand, der auch ins Fest-Geschehen eingebunden war.
In den Jahren 1915 bis 1918 und 1940 bis 1945 fiel die "Kät" kriegsbedingt aus. Beginn ist seit 1936 jeweils zwei Wochen nach Pfingsten, so dass der eine Woche nach Pfingsten gelegene Trinitatissonntag zeitlich nicht mehr einbezogen ist. Auf Betreiben der Schausteller in den Jahren 1923 und 1924 unternommene Versuche, den Beginn mit Pfingsten zusammenzulegen, waren noch an Widerständen in der Bevölkerung gescheitert; die Festlegung auf zwei Wochen nach Pfingsten war eine willkürliche Bestimmung des damaligen NS-bestimmten Stadtrats. Für die Bevölkerung Annabergs blieb die emotionale Verbindung zwischen der Totenfeier am Trinitatistag und dem weltlichen Fest trotz räumlicher und zeitlicher Trennung noch bis weit ins 20. Jahrhundert hinein erhalten.

## Begriff "Kät"
Der Name "Kät" ist umstritten; die tatsächliche Herkunft dürfte kaum zu klären sein. Erstmals tauchte er in gedruckter Form im "Annaberger Wochenblatt" vom 16. Juni 1870 auf. Aus dem darin enthaltenen Erklärungsversuch "vermuthlich Abkürzung von Dreifaltigkeit" wurde abgeleitet und bis in die Gegenwart immer wieder kolportiert, es handle sich um eine erzgebirgische  Verballhornung von "Dreifaltigkeit" zu "Dreifaltigkaat" und einer schließlichen Verkürzung zu "Kaat". Dem steht entgegen, dass weder die zugehörige Kirche noch die zugrundeliegende Totenfeier sprachlich in einen wirklichen Zusammenhang mit "Dreifaltigkeit" zu bringen ist; der gängige Begriff für die städtische Bevölkerung war immer "Trinitatis" und die Kirche wurde im Volksmund allgemein "Hospitalkirche" genannt. Fest steht, dass "Kaat" oder "Kät" aus dem ländlichen Umfeld kam, das keine Verbindung zur städtischen Trinitatisfeier hatte. Vermutlich bürgerte sich der Begriff mündlich in der Mitte des 19. Jahrhunderts ein. Da es auch nie eine belegbare Verbindung zu einer Heiligen namens Katharina gegeben hatte und das Fest seit der Reformation 1539 lutherisches Gepräge trug, lässt der zeitliche Abstand von mehreren Jahrhunderten keine Ableitung aus dieser Richtung zu. Andere Deutungen wie die Ableitung aus "Gaudium" sind noch weniger schlüssig. Eine Verbindung zum Namen Katharina oder Käte ist wahrscheinlich, doch die Herkunft eher in Bereichen wie Gastronomie oder Schaustellerei zu vermuten.

## Attraktionen der Vergangenheit
Der nach dem Pöhlberg an der heutigen B 95 gelegene frühere Schützenplatz trägt inzwischen den Namen "Kätplatz".
Typische  Attraktionen waren früher die traditionellen "Fesselkuchen", Hippodrom und Krinoline, Kettenkarussell und Luftschaukel, "Schlag den Lukas", Glücksrad, Kasperletheater und Flohzirkus. In der frühen Zeit waren Tierbändiger zu sehen, es wurden Tauchvorführungen im Annaberger Schutzteich geboten und Teile bekannter Zirkusunternehmen wie z. B. Carl Hagenbeck reisten mit Teilen ihrer "Menagerien" und "Völkerschauen" an. Um 1900 waren Vorführungen mit Kinematographen beliebt und Illusionsbuden wie jener mit der berühmten "Dame ohne Unterleib". In den dreißiger Jahren gab es mehrfach Ballonaufstiege. Neben der "Festhalle" waren "Bratwurstglöckl" und "Schützenhaus" beliebte Treffpunkte. Eine Reihe Annaberger Geschäfte waren regelmäßig mit Ständen auf der "Kät" vertreten, so die Fisch- und Delikatessenfirma Einenkel, die mit ihrer nachweislichen Anwesenheit von 1860 bis 1939 zu den frühesten anwesenden Fieranten zählt. Ihr folgte 1883 das Annaberger Fischgeschäft Buschmann, das bis heute seinen Stand innehat.
Kätabschluss und Höhepunkt stellt seit 1902 das traditionelle Höhenfeuerwerk dar.
Die "Kät" der Gegenwart ähnelt durchaus einem allgemeinen Rummel mit modernen, lauten, schnellen und teuren Fahrgeschäften wie an austauschbaren Veranstaltungen andernorts. Ihre Besonderheit allerdings ist die gebliebene traditionelle Verbindung der Bevölkerung mit dem Fest, die vermutlich noch in die Zeit der alljährlichen religiösen Totenfeier und ihre weltlichen Begleitumstände zurückreicht.

## Die Kät der Gegenwart
Die Kät dauert heute zehn Tage und beginnt immer am 2. Freitag nach Pfingsten mit einem Gottesdienst (seit 1990), Schützenumzug und Eröffnung des Festgeländes. Am Vortag lädt der Oberbürgermeister die Anwohner und die Schausteller zu einem so genannten „KÄT-Ball“ ein, bei dem sie sich bei den Bürgern für deren Verständnis während der bevorstehenden lauten KÄT-Woche vorab bedankt und den Schaustellern ein gutes Geschäft wünscht. Eine KÄT-Besonderheit: Die Getränke und Speisen sind dabei von den eingeladenen Gästen selbst zu bezahlen. Nachdem man mit Eintrittsgeldern von Seiten der Stadtverwaltung Annaberg-Buchholz sehr schlechte Erfahrungen bezüglich der Besucherzahlen gemacht hatte, ist der Eintritt nun wieder kostenlos. Darüber hinaus wird mit Parkplätzen im Umfeld und kostenlosem Pendelbus-Service erfolgreich für mehr Besucher geworben.
Am Montag findet seit einigen Jahren Ladies-Night statt – mit Ermäßigungen in vielen Fahrgeschäften sowie in den Gastronomieständen und das für Frauen und „alle, die so aussehen...“. Am Mittwoch, der als Familientag deklariert wird, gelten generell ermäßigte Preise in allen Fahrgeschäften. Donnerstag Vormittag haben Menschen mit Behinderung für zwei Stunden die Möglichkeit, kostenlos Fahrgeschäfte auszuprobieren. Höhepunkte sind jeweils die Nächte am Freitag und am Samstag. Am Samstagabend des Abschlusswochenendes findet traditionell um 22:30 Uhr das große Kät-Feuerwerk am Hang des Pöhlberges statt.
Aus Anlass des 500-jährigen Jubiläums gab die Deutsche Post AG mit dem Erstausgabetag 4. Juni 2020 eine Sonderbriefmarke im Nennwert von 95 Eurocent heraus. Der Entwurf stammt von den Grafikern 2xGoldstein aus Rheinstetten.
Aufgrund der Corona-Pandemie konnte die Jubiläums-KÄT zum 500. Jahrestag im Jahr 2020 nicht stattfinden; auch für das Jahr 2021 musste die Veranstaltung wegen der COVID-19-Pandemie in Sachsen abgesagt werden.